# Steinbohrapparat

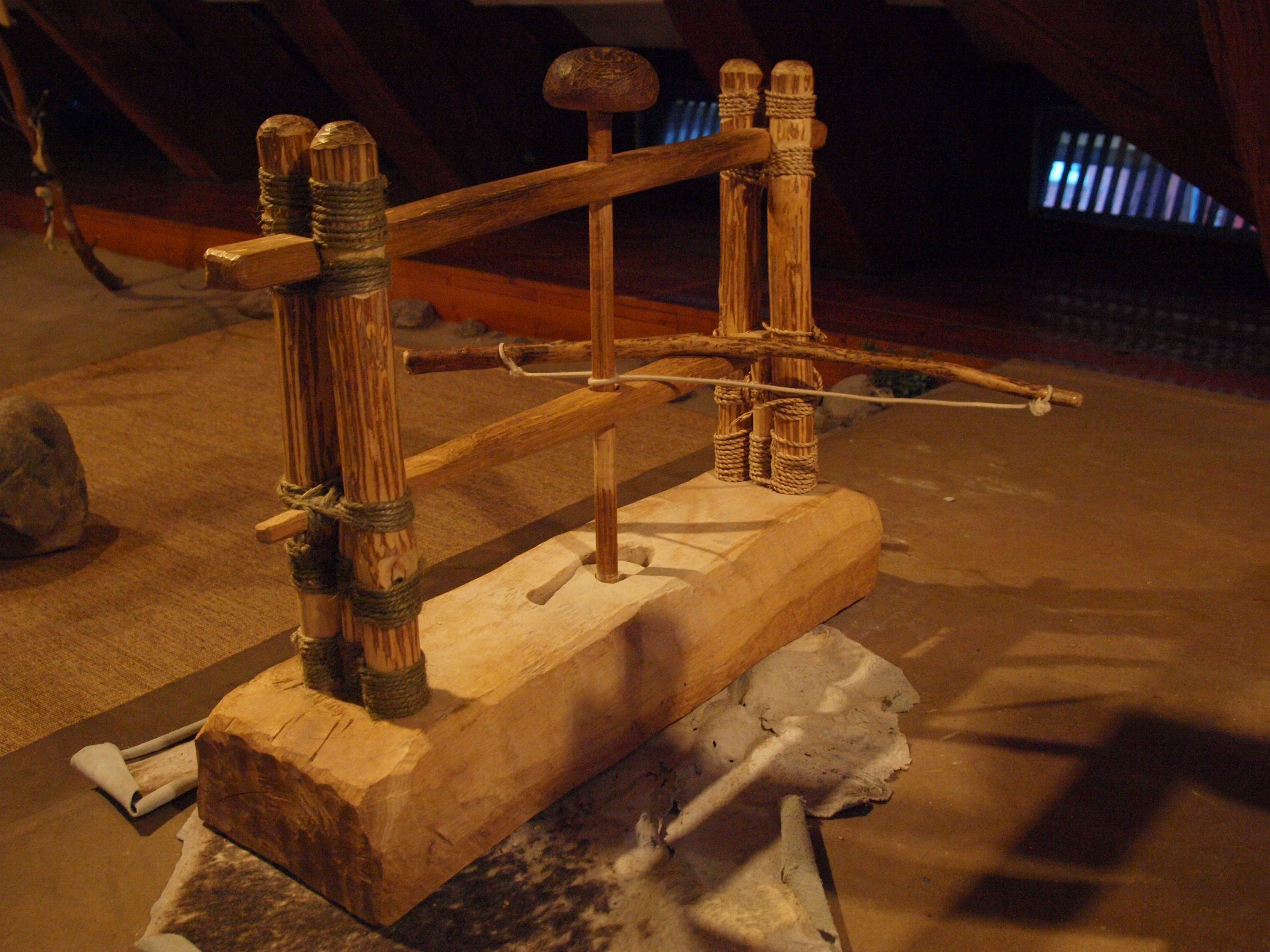
Steinbohrapparat im Schwedenspeicher-Museum Stade

Der Steinbohrapparat (auch Steinbohrmaschine) ist eine Vorrichtung zur Anfertigung von Hohlbohrungen in jungsteinzeitlichen Steinäxten, deren Erfindung lange den Trägern der steinzeitlicher Kulturen zugeschrieben wurde. Obwohl für diese Apparaturen keine archäologischen Nachweise existieren, gibt es eine große Zahl von Nachbauten in Museen, die ausgestellt werden oder zu archäotechnischen und museumspädagogischen Zwecken eingesetzt werden.

## Problemstellung

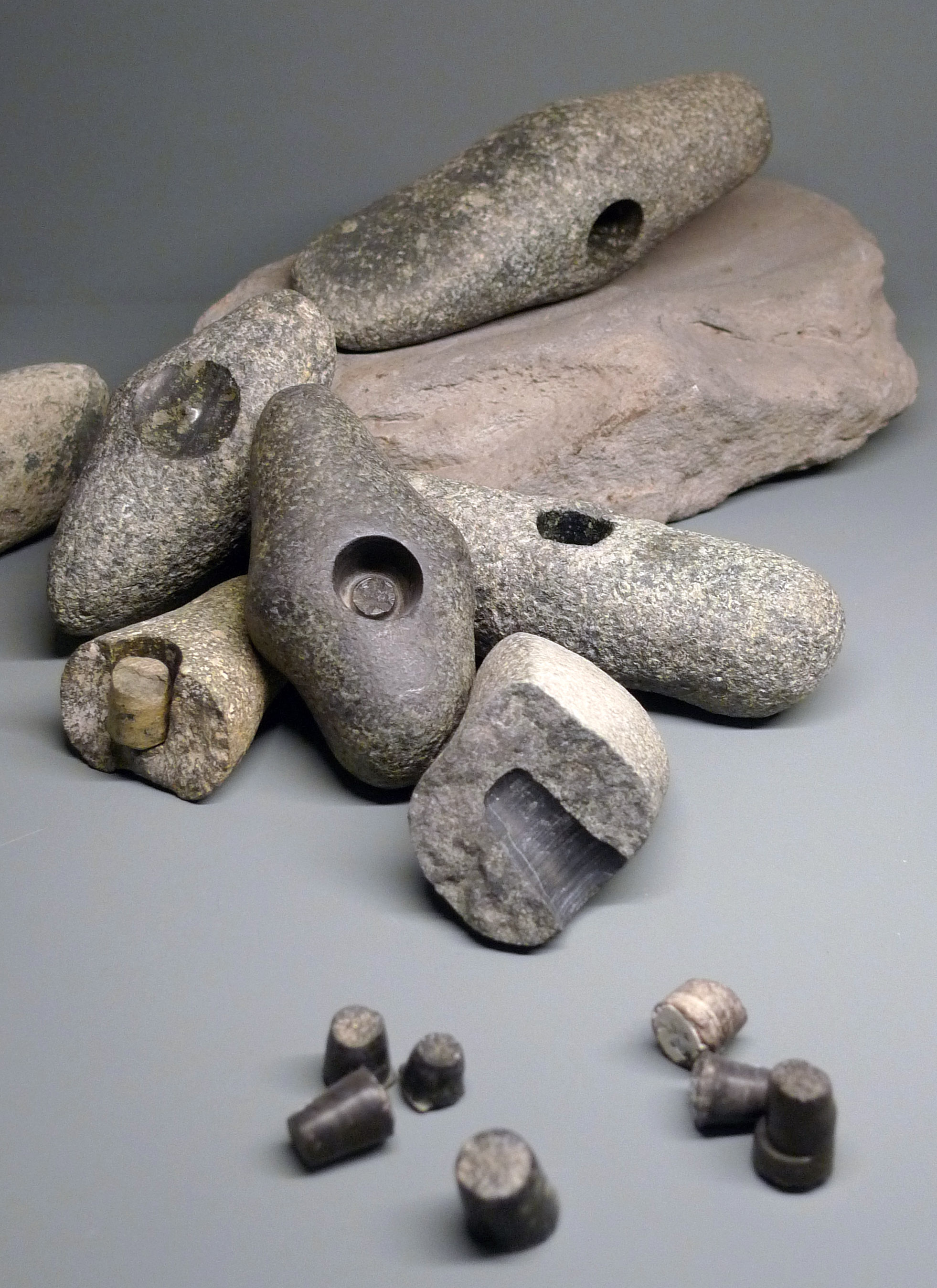
Angebohrte Steinaxtrohlinge und Bohrkerne der Jungsteinzeit

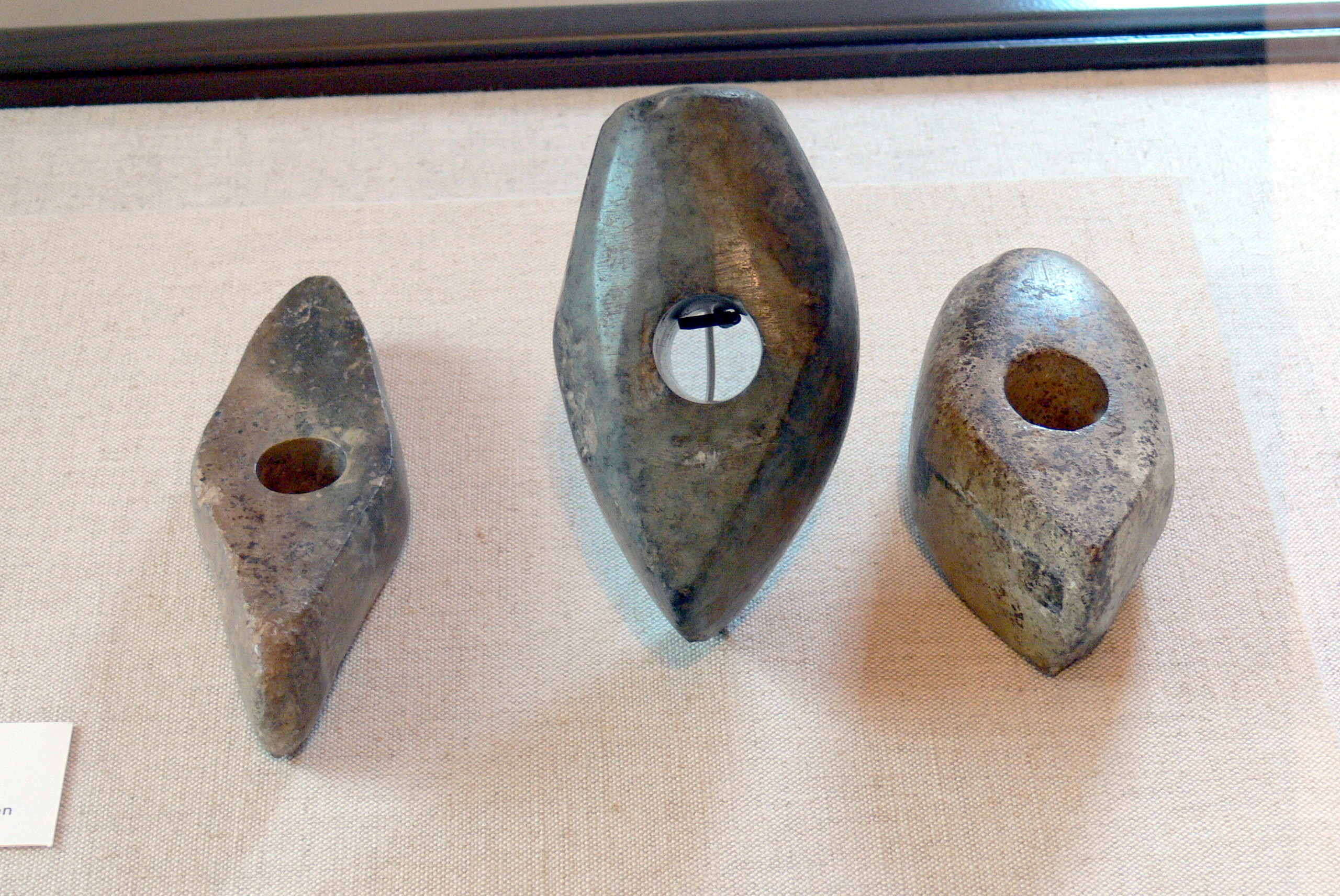
Steinäxte mit sauber ausgeführten Bohrungen

Seit Beginn der archäologischen Forschung sind steinerne Axtklingen mit sauber gebohrten Löchern (Augen) zur Aufnahme des hölzernen Schaftes bekannt. Axtrohlinge mit unvollständigen Bohrungen, mit stehen gebliebenen Resten des angebohrten Kernes, ließen erkennen, dass die Löcher hohlgebohrt wurden. Erklärungsschwierigkeiten bereiteten einige Steinäxte mit ovalen Schaftlöchern. Von diesem Typ lagen nur wenige unfertige Exemplare mit angebohrten Löchern vor. Die Altertumswissenschaftler vermuteten zunächst, dass diese Löcher nur mit metallenen Bohrern und mit Hilfe komplizierter Bohrapparate gebohrt werden konnten.

## Hintergrund
Bei Erstellung des Dreiperiodensystems in den 1820er Jahren konnten Altertumswissenschaftler die hohlgebohrten Steinäxte nicht eindeutig einer Epoche zuordnen, da die gängige Lehrmeinung davon ausging, dass Löcher nur mit metallenen Bohrern in den Stein gebohrt werden konnten. In den 1860er Jahren gelang Ferdinand Keller in Experimenten der schlüssige Nachweis, dass diese Löcher auch mit Bohrern aus Röhrenknochen oder Holunderholz zusammen mit Schleifmitteln wie Sand in den Stein gebohrt werden konnten. Inspiriert von altägyptischen Abbildungen konstruierte er einen Bohrapparat, mit dem er Versuche durchführte, ohne in seiner Publikation die historische Existenz eines solchen Bohrapparates anzusprechen. Auf Basis von Kellers Versuchen, in Verbindung mit völkerkundlichen Vergleichen und eigenen Experimenten publizierte Gundakar Graf von Wurmbrand 1875 die Konstruktionszeichnung eines solchen Bohrapparates. Vier Jahre später veröffentlichte Keller Zeichnungen seines Bohrapparates. Nach dem Tode Kellers führte sein Mitarbeiter Robert Forrer die Versuche weiter und baute zahlreiche Funktionsmodelle, die er an Museen abgab. Ab 1933 wurden in den Modellwerkstätten des Reichsbundes für Deutsche Vorgeschichte unter Hans Reinerth diese Bohrapparate, zusammen mit Steinsägen, nahezu in Serie gebaut und zu Preisen von 30 bis 40 Reichsmark an Institute, Museen und Bildungseinrichtungen in Europa vertrieben. Nach dem Zweiten Weltkrieg wurden bis 1957 weitere Bohrapparate in den Werkstätten des Pfahlbaumuseums Unteruhldingen gebaut.
Aufgrund ihrer einfachen Technik fanden die Bohrapparate großen Anklang bei Museen und Besuchern. Eine weitere Verbreitung in der öffentlichen Aufmerksamkeit fanden sie durch Abbildungen in archäologischen Publikationen, auf Schulwandtafeln oder auf Sammelbildchen wie denen der Firma Erdal.

## Funktionsweise

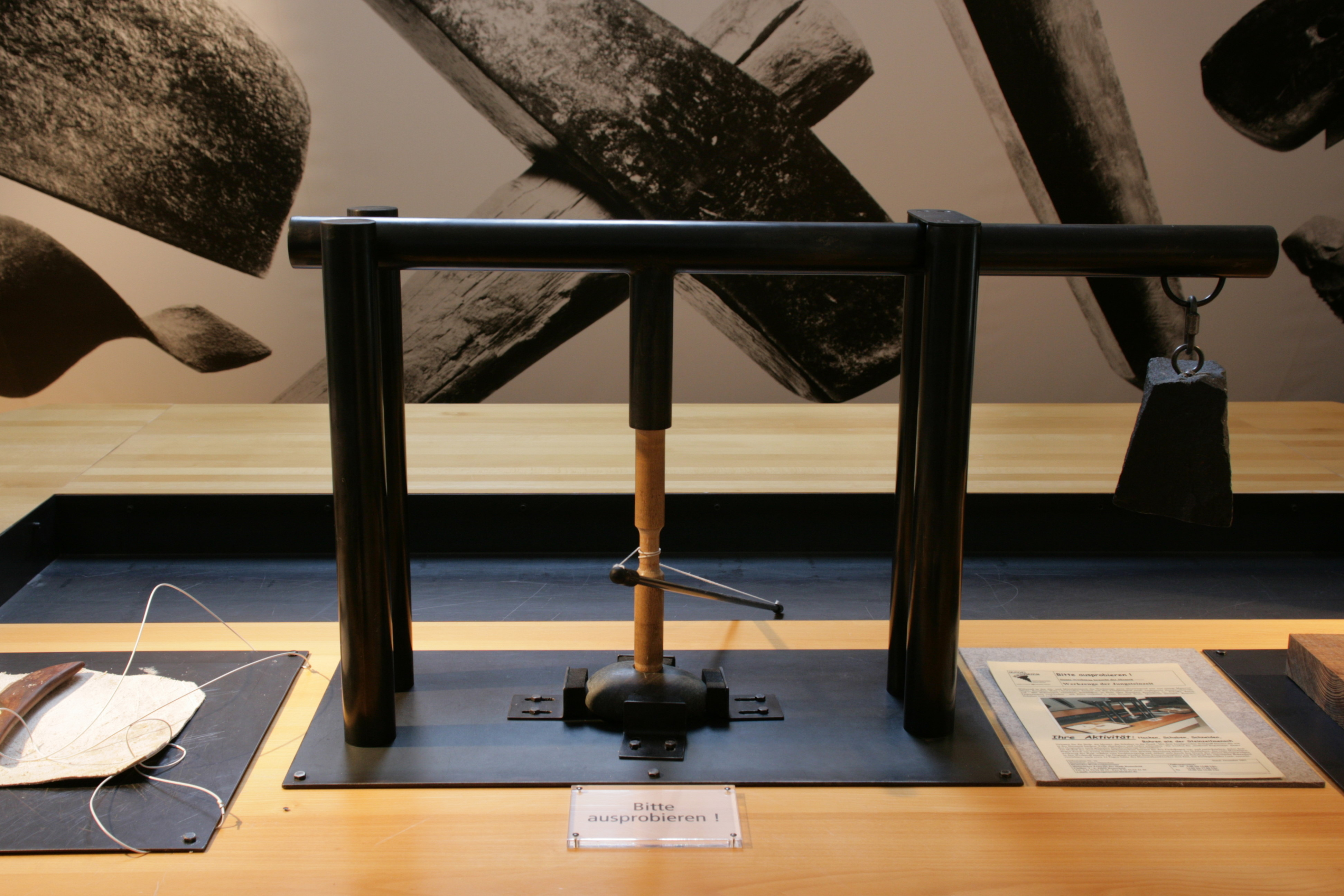
Moderne Variante eines Bohrapparates

Alle Steinbohrapparate folgen einem einheitlichen Konstruktionsmuster: Eine Grundplatte mit Halteeinrichtung für das Werkstück, einem Spindelbohrer der auf dem Werkstück aufliegt und am unteren Ende in einer Schablone geführt wird. Ein mit einem Gewicht beschwerter Hebel drückt auf das obere Ende des Spindelbohrers und bildet dessen oberes Lager. Diese Konstruktion wird von zwei auf der Grundplatte montierten Säulen getragen und geführt. Mittels eines Fidelbogens und einer um den Bohrer geschlungenen Sehne versetzt der Bediener den Bohrer in Drehung.

## Kritik
Fehlende Nachweise aus archäologischen Funden ließen in den 1960er Jahren Zweifel an der Existenz steinzeitlicher Bohrapparate aufkommen. K. E. Bleich führte zahlreiche Versuche zum Bohren von Steinbeilen mit und ohne Bohrapparat durch und kam zu dem Ergebnis, dass diese Bohrungen auch ohne den Einsatz komplexer Apparaturen möglich sind. Anscheinend führten die von den frühen Experimentatoren erzielten Bohrergebnisse mit dem Bohrapparat im Vergleich zu den prähistorischen Steinäxten zu dem Umkehrschluss, dass die Steinäxte mit einem solchen Apparat gebohrt wurden und dass es Steinbohrapparate gab. Das national geprägte Geschichtsbild der 1930er und 1940er Jahre einer kulturell und technologisch hochstehenden germanischen Kultur sowie die in großer Zahl der von den Reichsbund-Werkstätten vertriebenen Bohrapparate förderten den Glauben an die steinzeitliche Präsenz dieser Maschinen. Letztendlich entspringen diese Bohrapparate eher einem modernen Technikverständnis als den historischen Gegebenheiten. Das überkommene, bis zur Mitte des 20. Jahrhunderts gültige Geschichtsbild, die mehr als 100-jährige Präsenz dieser Bohrapparate in Schulen und Museen sowie der häufig unkritische Umgang mit diesen Geräten prägten hartnäckig den Eindruck, dass es diese Bohrapparate in prähistorischen Zeiten tatsächlich gegeben habe.